# Greg et Colin Strause
Les frères Colin et Greg Strause sont des réalisateurs américains, principalement de films de science-fiction. Greg est né le 16 janvier 1975 à Waukegan, Illinois, Colin le 8 novembre 1976 dans la même ville.
Ils sont crédités en tant que designers des effets spéciaux pour des films comme Le Jour d'Après, Poseidon, 2012, Avatar et Pirates des Caraïbes : La Fontaine de Jouvence via leur société Hydraulx (en).
Les frères Strause ont aussi réalisé quelques films dont Alien vs Predator Requiem(2007), échec critique important qui fait suite au film Alien vs Predator(2004).

## Filmographie
Sauf indication contraire, les informations mentionnées dans cette section peuvent être confirmées par la base de données cinématographiques IMDb,  présente dans la section « Liens externes ».

### Réalisateurs
Cinéma
- 2007 : Aliens vs. Predator: Requiem
- 2010 : Skyline

Courts métrages
- 2003 : Mute
- 2004 : 16mm Mystery

Clips musicaux
- 2000 : Trust de The Pharcyde
- 2000 : The Itch de Vitamin C
- 2000 : Crawling de Linkin Park
- 2001 : How You Remind Me de Nickelback
- 2001 : Bombshell de Powerman 5000
- 2001 : Da Hot Shit de Bell Biv DeVoe
- 2002 : The Remedy de Abandoned Pools (en)
- 2002 : I Stand Alone de Godsmack
- 2002 : Don't Say Goodbye de Paulina Rubio
- 2002 : Prayer de Disturbed
- 2002 : Poem de Taproot
- 2003 : Price to Play de Staind
- 2005 : Passive de A Perfect Circle
- 2005 : I'm So Sick de Flyleaf
- 2006 : Fully Alive de Flyleaf
- 2008 : Love In This Club de Usher feat. Young Jeezy
- 2008 : Moving Mountains de Usher
- 2008 : Get Up de 50 Cent

### Producteurs / producteurs délégués
- 2010 : Skyline d'eux-mêmes
- 2011 : Take Shelter de Jeff Nichols
- 2012 : The Bay de Barry Levinson
- 2020 : Skylines de Liam O'Donnell
- prochainement : Chimera de Joshua Cordes

### Superviseurs et/ou designeurs des effets spéciaux
- 2015 : Hardcore Henry d'Ilia Naïchouller
- 2016 : Midnight Special de Jeff Nichols
- 2016 : X-Men: Apocalypse de Bryan Singer
- 2016 : Conjuring 2 : Le Cas Enfield (The Conjuring 2) de James Wan
- 2016 : League of Gods de Koan Hui
- 2017 : Baywatch : Alerte à Malibu (Baywatch) de Seth Gordon
- 2017 : Death Note d'Adam Wingard
- 2017 : Geostorm de Dean Devlin
- 2018 : Rampage : Hors de contrôle (Rampage) de Brad Peyton